# Универзитет Васеда
Универзитет Васеда је приватни универзитет у Токију. Основан је 1882. године, а актуелни назив је усвојио 1902. Сматра се једним од најселективнијих и најпрестижнијих универзитета у Јапану, посебно због свог образовања из хуманистичких и друштвених наука. Често се рангира поред Универзитета Кеио, свог ривала, као најбољи приватни универзитет у Јапану.